# Українські національні новини
Українські національні новини (скорочено УНН) — всеукраїнське інформаційне агентство. Основна тематика — політика, соціальні проблеми, економіка. Сайт агентства має оперативну стрічку новин, яка постійно оновлюється. Окрім новинного контенту агентство виробляє фото- та відеоконтент, проводить прямі трансляції, надає послуги інформаційного консалтингу . Середня відвідуваність сайту агентства становить понад 4 млн читачів щомісяця. Входить до 10-ки найвідвідуваніших новиннєвих ресурсів України. 

## Керівництво
Засновником агентства є Лозан Уляна Іванівна. Головний редактор — Архіпова Олена. 

## Санкції
Починаючи з 2014 року, сайт неодноразово потрапляв під заборону на території Російської Федерації. Після початку повномасштабної війни Росії в Україні сайт ІА УНН був заборонений у РФ рішенням генеральної прокуратури Росії.